# Cololaca
Cololaca (uit het Nahuatl: "In het water van de schorpioenen") is een gemeente (gemeentecode 1304) in het departement Lempira in Honduras. De gemeente grenst aan El Salvador.

## Ligging
Het dorp ligt op 80 km van Gracias. Door de gemeente lopen de rivieren Cololaca, Jute en Hamaca.
In de omgeving liggen scherpe heuvelkammen. Het landschap is droog. Op de heuvels groeit droog tropisch bos. Het klimaat is warm.
Cololaca is het best te bereiken vanuit Santa Rosa de Copán, via San Marcos. Het laatste deel naar Cololaca is een zandweg. Er wordt aan gewerkt om deze te verharden.

## Beschrijving
Het dorp begon in 1628 op een klein landgoed.
Tegenwoordig wordt in de gemeente koffie verbouwd en verwerkt. Tevens verbouwt men maïs en bonen. Het water komt uit putten en beken. Er zijn verschillende pompen aangebracht om het gebied van water te kunnen voorzien. Door de ligging dicht bij San Marcos is de handel belangrijk.
De meeste voorzieningen bevinden zich rondom het centrale plein van het dorp. Er is geen vaste telefonie aanwezig, maar er is signaal voor mobiele telefonie.

## Bevolking
De bevolking is als volgt verdeeld:
| Vrouwen | 4752 | 50,5% |
| Mannen  | 4649 | 49,5% |

## Dorpen
De gemeente bestaat uit vijf dorpen (aldea), waarvan het grootste qua inwoneraantal: Cololaca (code 130401).

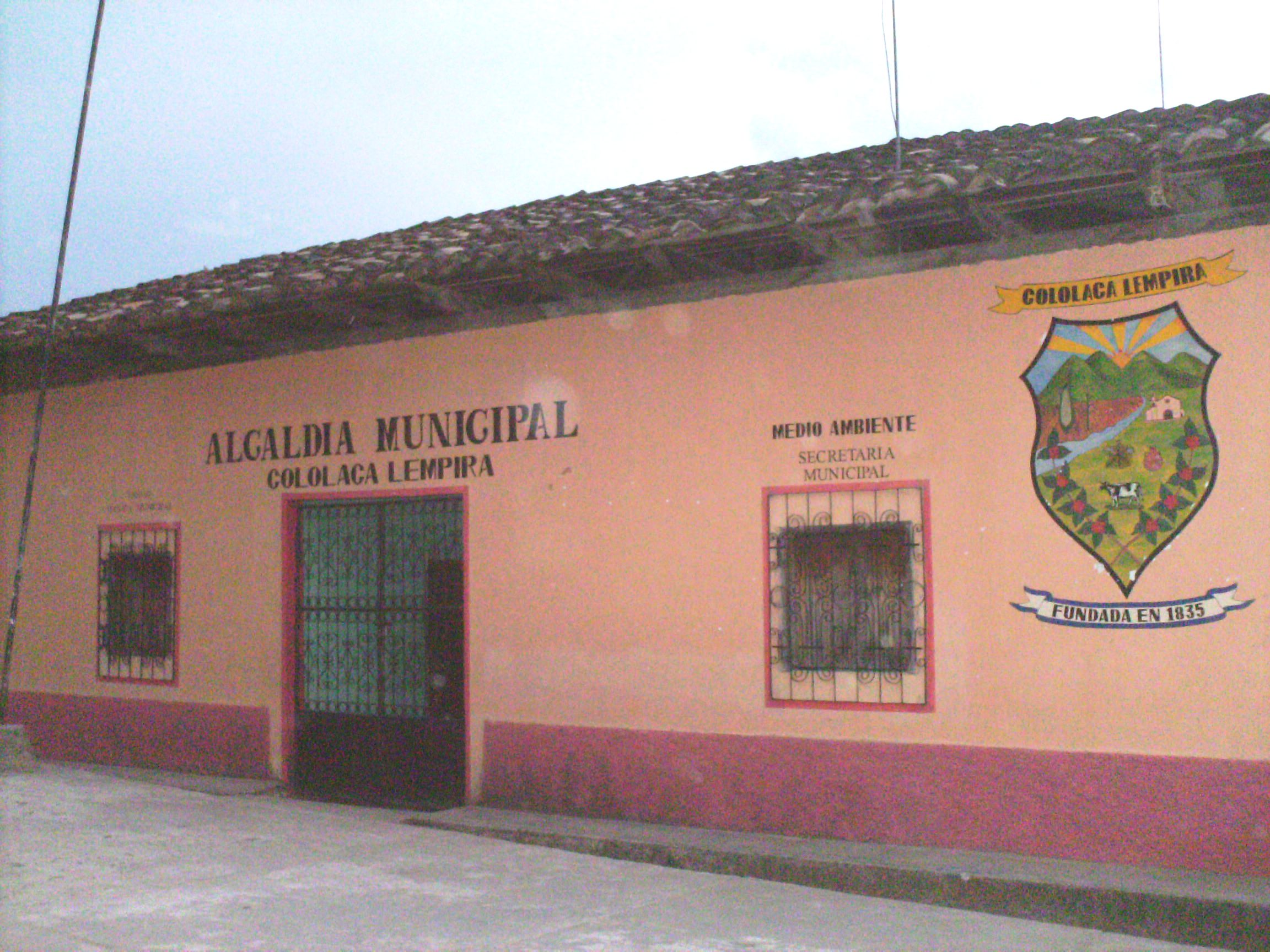
Burgemeesterskantoor van Cololaca
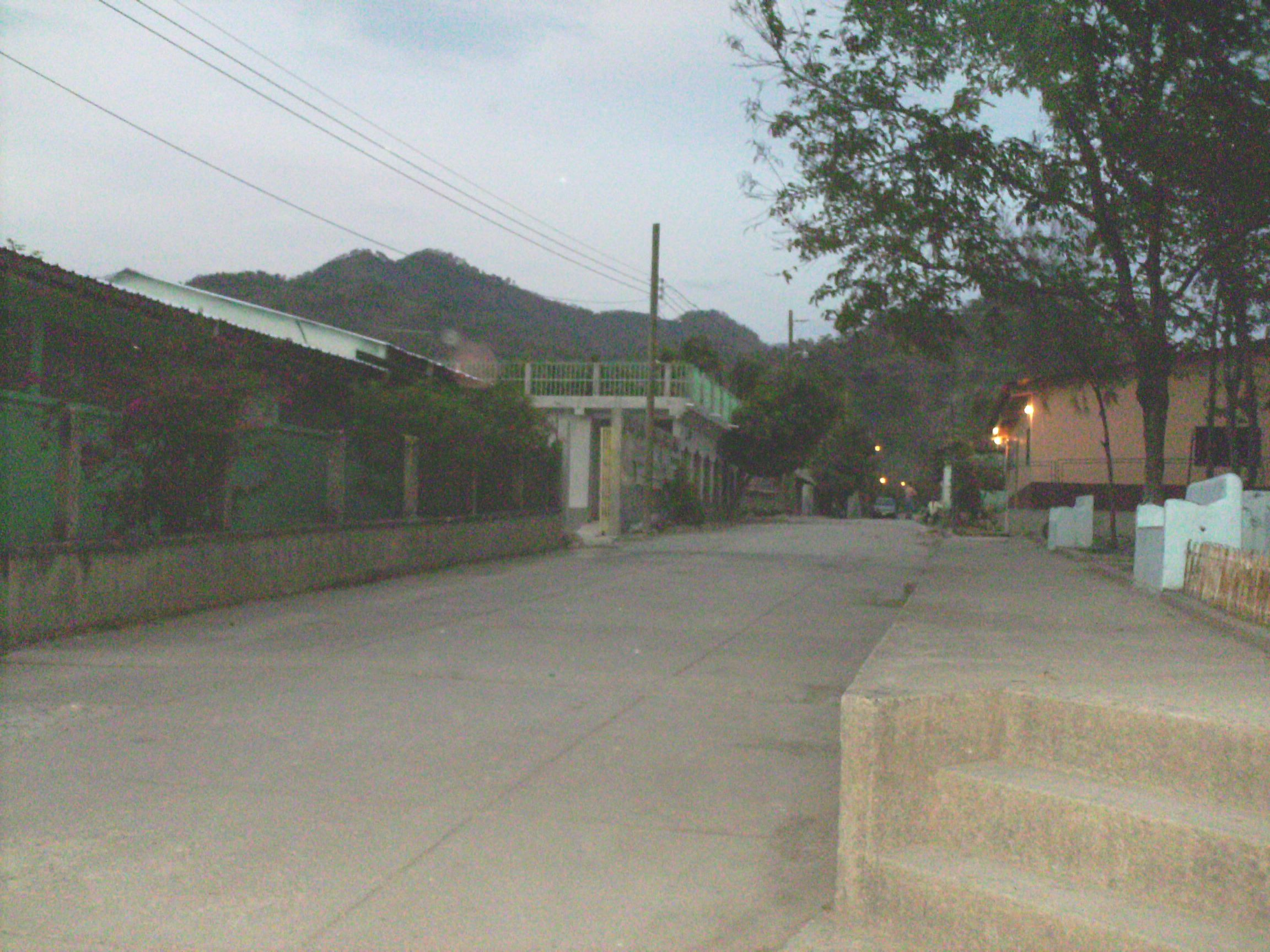
Straat in Cololaca